# Live 2012 (Coldplay)
Live 2012 è il terzo album dal vivo del gruppo musicale britannico Coldplay, pubblicato il 16 novembre 2012 dalla Parlophone.

## Descrizione
Si tratta del primo album dal vivo dopo nove anni dalla pubblicazione di Live 2003 (il secondo, LeftRightLeftRightLeft, era stato distribuito gratuitamente e non pubblicato commercialmente) e contiene il concerto tenutosi per la maggior parte allo Stade de France di Parigi il 2 settembre 2012.
Fanno eccezione una prima parte di Major Minus eseguita a Plaza de Toros de Las Ventas a Madrid il 26 ottobre 2011, l'intera Violet Hill, eseguita a La Cigale di Parigi il 31 ottobre 2011, una prima parte di Viva la vida eseguita al Glastonbury Festival il 25 giugno 2011 e infine Us Against the World e una prima parte di Clocks, entrambe eseguite al Centre Bell di Montréal il 27 luglio 2012.

## Tracce

### CD
1. Mylo Xyloto – 0:56
2. Hurts Like Heaven – 4:16
3. In My Place – 3:54
4. Major Minus – 3:39
5. Yellow – 6:51
6. God Put a Smile upon Your Face – 5:21
7. Princess of China – 3:48
8. Up in Flames – 3:17
9. Viva la vida – 4:58
10. Charlie Brown – 5:00
11. Paradise – 5:32
12. Us Against the World – 3:52
13. Clocks – 4:44
14. Fix You – 5:00
15. Every Teardrop Is a Waterfall – 5:25

### DVD/BD
1. Intro – 0:37 – include elementi di Takk...
2. Mylo Xyloto – 0:43
3. Hurts Like Heaven – 4:02
4. In My Place – 3:48
5. Intermission 1 – 4:08 – narrata da Chris Martin, include elementi di Don't Let It Break Your Heart
6. Major Minus – 3:30
7. Yellow – 4:29
8. Intermission 2 – 3:51 – narrata da Jonny Buckland, include elementi di Charlie Brown
9. Violet Hill – 3:49
10. God Put a Smile upon Your Face – 4:58
11. Princess of China – 3:59
12. Intermission 3 – 3:02 – narrata da Will Champion, include elementi di The Escapist e di Aiko
13. Up in Flames – 3:13
14. Viva la vida – 4:01
15. Intermission 4 – 3:45 – narrata da Guy Berryman, include elementi di Up with the Birds
16. Charlie Brown – 4:45
17. Paradise – 4:37
18. Us Against the World – 3:59
19. Clocks – 5:07
20. Intermission 4 – 3:09 – narrata da Chris Martin, include elementi di Mylo Xyloto e di Hurts Like Heaven
21. Fix You – 4:54
22. Every Teardrop Is a Waterfall – 4:49
23. Outro and Credits – 5:27 – include Up with the Birds

Extra
1. The Scientist – 5:09
2. Don't Let It Break Your Heart – 4:27
3. Photo Gallery – 4:05

## Formazione
Gruppo
- Chris Martin – voce, pianoforte, chitarra acustica
- Jonny Buckland – chitarra elettrica e cori, tastiera (tracce 9 e 11)
- Guy Berryman – basso e cori, tastiera (traccia 15)
- Will Champion – batteria e cori, xilofono (traccia 1), batteria elettronica (tracce 7 e 8), pianoforte e cori (traccia 12), chitarra acustica (traccia 15)

Altri musicisti
- Rihanna – voce aggiuntiva (traccia 7)

## Classifiche
| Classifica (2012) | Posizione massima |
| ----------------- | ----------------- |
| Austria           | 10                |
| Francia           | 5                 |
| Germania          | 3                 |
| Italia            | 10                |
| Paesi Bassi       | 75                |
| Svizzera          | 11                |

## Date di pubblicazione
Live 2012 è uscito in tutto il mondo il 19 novembre 2012, ad eccezione dei seguenti paesi:
| Paese         | Data             |
| ------------- | ---------------- |
| Corea del Sud | 20 novembre 2012 |
| Italia        | 20 novembre 2012 |
| Messico       | 20 novembre 2012 |
| Spagna        | 20 novembre 2012 |
| Thailandia    | 20 novembre 2012 |
| Svezia        | 21 novembre 2012 |